# Dacryodes rugosa
Dacryodes rugosa är en tvåhjärtbladig växtart som först beskrevs av Carl Ludwig von Blume, och fick sitt nu gällande namn av Herman Johannes Lam. Dacryodes rugosa ingår i släktet Dacryodes och familjen Burseraceae. Utöver nominatformen finns också underarten D. r. virgata.